# Druhá bitva u Mazurských jezer
Druhá bitva u Mazurských jezer, známá též jako Zimní bitva u Mazurských jezer (německy Winterschlacht in Masuren), byla střetnutím německé a ruské armády, které se na východní frontě první světové války odehrálo od 7. do 22. února 1915. V bitvě u Mazurských jezer ve Východním Prusku došlo po prvním vítězství ke druhému úspěchu německých sil pod velením generálů Paula von Hindenburga a Ericha Ludendorffa. 

## Bitva
Po porážce ruských sil v první bitvě u Mazurských jezer a po obsazení Lodže naplánovali velitelé Ústředních mocností na východní frontě na počátku roku 1915 nové útoky. Rakousko-uherský nápor v prostoru Karpat, který měl za cíl vysvobodit obleženou pevnost Přemyšl, měly podpořit německé jednotky klamným výpadem ve směru na řeku Vislu a především novou ofenzívou v prostoru Mazurských jezer.
Zimní bitvu u Mazurských jezer zahájily jednotky německé 8. armády vedené generálem Otto von Belowem, které 7. února ve sněhové vánici, zaútočily na nepřipravené ruské levé křídlo u Lötzenu a Johannisburgu. Zaskočení Rusové rychle ustupovali, načež útok podpořila i 10. německá armáda pod velením Hermanna von Eichhorna, která ve směru od Gumbinnenu napadla rovněž ruské pravé křídlo. Ruské pozice se pod tímto náporem začaly hroutit a část otřesené 10. armády prchala z Východního Pruska ke Kovnu a Grodnu. Z hrozícího obklíčení tří ruských armádních sborů se dvěma podařilo uniknout jen díky vytrvalému odporu třetího sboru, který německému útoku odolával v prostoru Augustovského pralesa. Obklíčení Rusové se zde statečně bránili do 21. února, avšak jejich ztráty dosáhli 50 000 padlých a raněných mužů, kteří nakonec museli kapitulovat. Přes tyto výrazné úspěchy se Němcům nepodařilo výrazněji postoupit na ruské území, neboť se v závěru bitvy museli soustředit na odražení protiútoku 12. ruské armády pod velením generála Pavla Adamoviče von Plehve.

## Důsledky bitvy

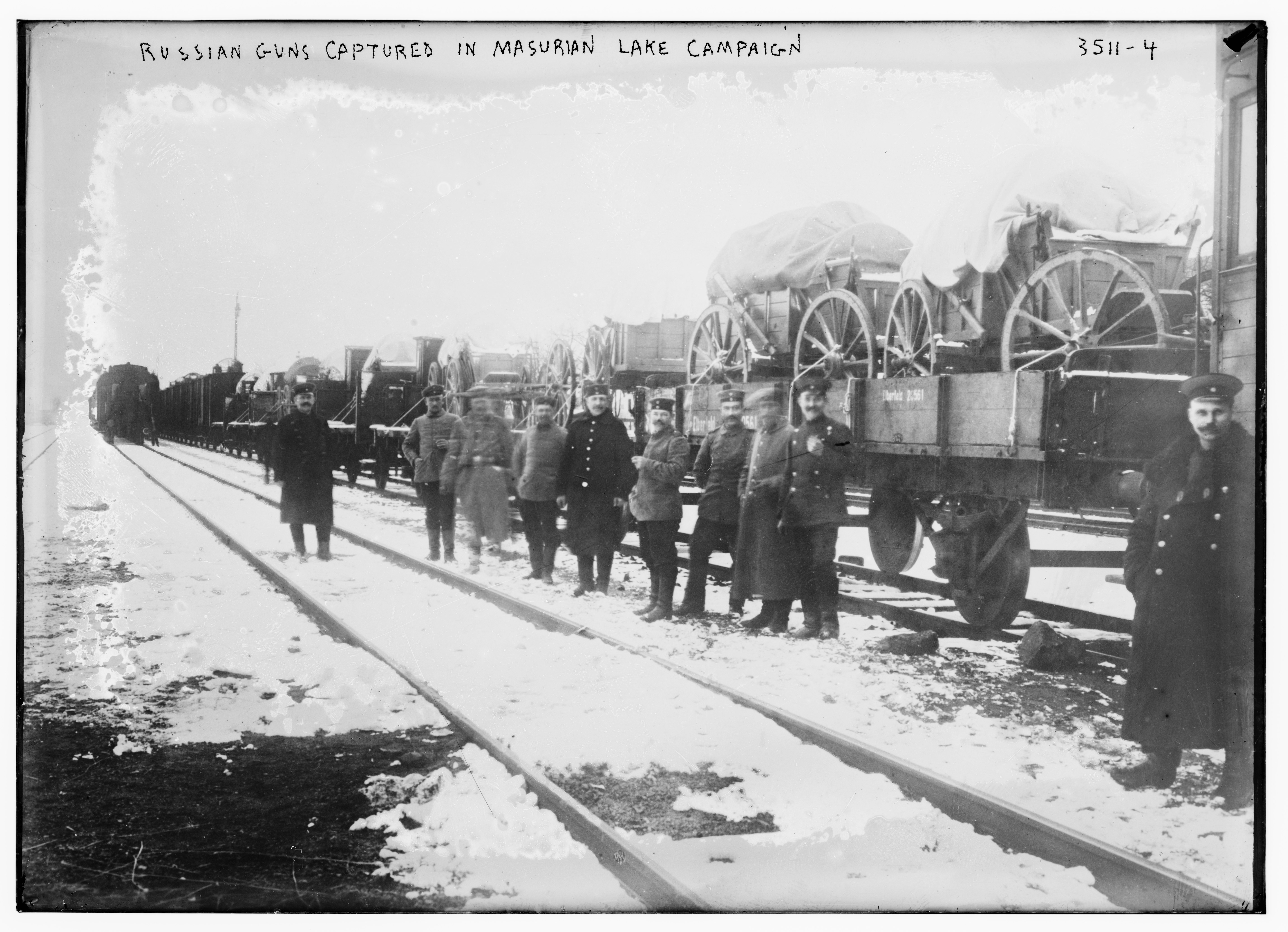
Ukořistěná ruská děla

Ruské ztráty v druhé bitvě u Mazurských jezer se vyšplhaly na 200 000 mužů, z nichž přibližně 90 000 padlo do německého zajetí. Německá armáda však raději ze zčásti dobytého území ustoupila a v březnu se musela bránit vytrvalým ruským protiútokům. Rakouské neúspěchy v bitvě v Karpatech přinutily německé velení dále posílit ohroženou východní frontu a ve snaze vyřadit Rusko z války naplánovat i novou jarní ofenzívu.